# Герман Кляйн (офіцер)
Герман Кляйн (нім. Hermann Klein; 19 липня 1913, Вілліх, Рейнська провінція, Німецька імперія — 18 серпня 1944, Ерглі, Латвійська РСР) — німецький офіцер, майор резерву вермахту. Кавалер Лицарського хреста Залізного хреста з дубовим листям.
Зник безвісти.

## Нагороди
- Залізний хрест
  - 2-го класу (3 листопада 1941)
  - 1-го класу (14 лютого 1943)
- Почесна застібка на орденську стрічку для Сухопутних військ (17 грудня 1943) — як обер-лейтенант резерву 551-го гренадерського полку 329-го піхотної дивізії.
- Лицарський хрест Залізного хреста з дубовим листям
  - Лицарський хрест (15 квітня 1944) — як обер-лейтенант резерву і ад'ютант 551-го гренадерського полку 329-го піхотної дивізії.
  - Дубове листя (№ 567; 2 вересня 1944) — як гауптман резерву і ад'ютант 551-го гренадерського полку 329-го піхотної дивізії.